# René Graffin (1899-1967)
Pour les articles homonymes, voir René Graffin et Graffin.
René Graffin, né le 6 mai 1899 au château des Touches, à Pontvallain dans la Sarthe, et mort le 16 avril 1967 à Chevilly, est un missionnaire et prélat français.

## Biographie
René Graffin est le fils de Marc Graffin et d'Alice Whettnall (petite-fille de Michel-Eugène Lefébure de Fourcy), ainsi que le neveu de René Graffin et le cousin germain de François Graffin.
Il suit ses études au collège Saint-Jean de Béthune à Versailles entre 1908 et 1917 et est ordonné prêtre pour la Congrégation du Saint-Esprit le 28 octobre 1925 à Chevilly. Il est affecté au Cameroun et devient vicaire à Mvolyé.

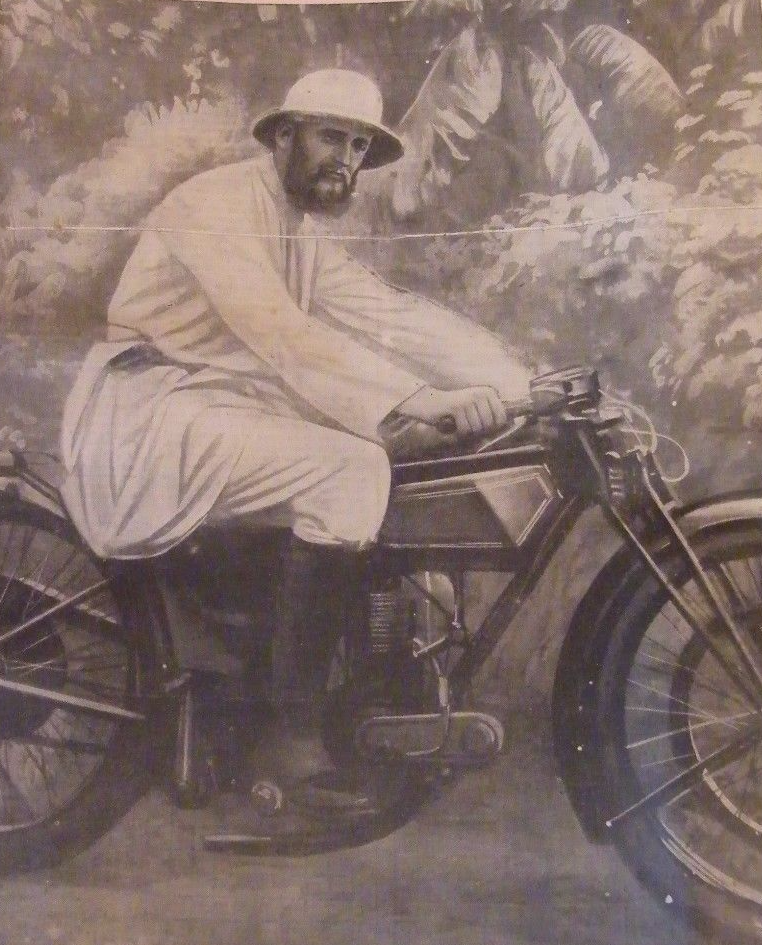
Mgr Graffin part en tournée épiscopale.

Le 14 décembre 1931, il devient évêque titulaire de Mosynople (de) et coadjuteur de François-Xavier Vogt, à seulement trente-ans, étant sacré dans la cathédrale Notre-Dame de Paris le 19 mars 1932, par le cardinal Verdier. À la suite du décès de Vogt, il lui succède comme vicaire apostolique de Yaoundé (Cameroun) le 4 mars 1943.
En 1949, alors que le délégué apostolique, Marcel Lefebvre, se rend à Yaoundé présider une assemblée des vicaires apostoliques du Cameroun, il lui est suggérée la démission de Graffin dont le clergé local ne se sentait pas aimé. L'abbé Paul Etoga y est donc nommé comme auxiliaire camerounais, imposé à Graffin par le Saint-Siège. Graffin est alors nommé vicaire apostolique de Doumé le 3 mars 1949, avant de revenir à Yaoundé en tant que premier archevêque du nouvel archidiocèse, le 15 mars 1951. Il est alors intronisé dans sa cathédrale par le cardinal Tisserant. Il a recours au travail forcé de main d’œuvre indigène, ce qui était pourtant théoriquement interdit depuis 1946.
Il interdit la pratique du balafon, instrument de musique africain qu'il juge « païen ». Il propose de priver de communion les élèves de l'école publique, accusée de dispenser l'« enseignement du mal ». Les fonctions à responsabilité de son clergé sont presque exclusivement réservées aux Blancs et dans certaines églises une forme de ségrégation raciale est instituée, les fidèles ayant une place imposée selon leur couleur de peau.
Il apporte en 1947 son soutien à la candidature au poste de sénateur de Henri-Paul Salin, partisan déclaré des tortures policières et du travail forcé. Il le soutient contre un membre de l’Église, le père Émile Dehon, auquel il reproche de « manifester des tendances sociales ».
Rentré en France avec le titre d'archevêque titulaire de Misthia (de) en 1961, Graffin enseigne les cours de morale au séminaire colonial installé à la Croix-Valmer, dont il devient le supérieur. Lorsque le séminaire ferme et devient un centre d'accueil sacerdotal et maison de repos, il en reste le supérieur. Il reçoit le titre de chanoine d'honneur de Fréjus en 1964. Il a participé comme père conciliaire aux travaux du concile Vatican II, de la 1re à la 4e session.